# 心灵哲学

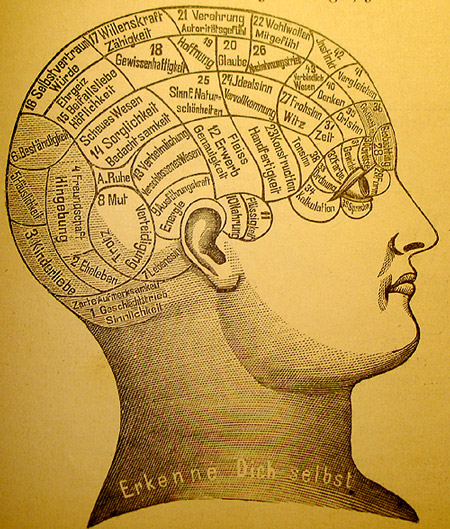
大脑的颅相学影映。

心灵哲学（英語：philosophy of mind），也称心智哲学、精神哲学等，是哲学的一大分支，研究心灵的存在和本质，及其与身体的关系。 心灵哲学的核心问题是心物关系问题，以及：意识的困难问题，特定精神状态的基本特征等等。哲学家研究心灵的这些方面：精神活动、精神功能、精神性质、意识、心灵本体论、思想、心灵对身体/物体的作用等。
二元论和一元论是心物关系问题的两个主要派别，各派别之间又因分歧有所差异：
二元论来源于17世纪时实体二元论者笛卡尔的著作。实体二元论者（substance dualist）认为，心灵是独立存在的；性质二元论者（property dualists）则表示，心灵来源于且不可还原于大脑，而且不是确切的实体。
一元论的立场是，心灵和身体都不是本体论上确切的实体。 首先，巴门尼德在公元前5世纪初次提出一元论。然后，17世纪的理性主义者斯宾诺莎发展了一元论。一元论包括物理主义一元论、唯心主义一元论、中立一元論和两面论等等。物理主义者（physicalist）认为，实体只有在物理理论的预设内才会存在，因为随着物理理论的演进，精神过程最终可以得到解释。物理主义者持有很多具体的立场，在能否或如何将精神性质还原到物理性质上有分歧（其中许多人兼用性质二元论的形式），也在这些实体的本体论状态上不太清楚。唯心主义者则认为，世界上只有心灵存在，并且外部世界，要么是精神本身，要么是心灵创造的一种假象。中立一元论者，如恩斯特·马赫和威廉詹姆斯认为，世界上发生的事可以被认为是精神的（心理学的），也可以被认为是物理的，这取决于人进入了怎样的关系网络。两面论者，如斯宾诺莎所坚持的立场是，还有其他的中性实体，心灵和物质都是这个中性实体的属性。 常见一元论在20世纪和21世纪都是物理主义的变体，包括行为主义、等同理论、无律则一元论和功能主义。
大多数心灵哲学家，要么是一种还原论的物理主义者，要么是非还原论的物理主义者，各自都以不同方式来维持心灵的地位，使心灵不脱离身体/物体而存在。这些物理主义观点在科学中很有影响力：尤其是社会生物学、计算机科学（尤其是人工智能）、演化心理学，以及各种神经科学。还原论的物理主义者认为，所有精神状态和精神属性都最终能用科学解释，用生理学过程、生理学状态解释。非还原论的物理主义者则论证，尽管心灵不是独立的实体，精神属性却给物理属性带来及其巨大的影响；还认为，描述精神的语词是不可或缺的，也不能被还原成语言或者更第一级的物理科学解释。神经科学上持续的进展，帮助解决了上述问题的一部分，但还远没有完全解决。当代心灵哲学家比较感兴趣，神经科学如何解释人的主观特质和精神状态、精神属性的意向性。

## 心灵哲学在汉语语境下
心灵哲学一词中的“心灵”（英語：mind）在中文里极易引起误解。心灵并不是指灵魂，因为只有一小部分哲学家、极小一部分当代的心灵哲学家承认灵魂的存在；心灵也不仅仅指精神，因为心灵在英文中还有智慧（所以心灵哲学也称心智哲学）、思考能力甚至是记忆能力（例如，keep in mind）的含义。
与心灵基本上相对的，身体/物体（英語：body），中文也找不出一个完美对应的词来指称。英语的body除了指称身体外，也指称凡一切具有笛卡尔二元论意义上的广延的实体。
由于中国大陆马克思主义哲学教育普及，恩格斯关于唯物主义和唯心主义的划分事实上与心灵哲学的南辕北辙：恩格斯认为唯物主义与唯心主义对立，分别指代物质、心灵作为第一性的观点；但是心灵哲学中的唯物主义（直译：「材料的-主义」）和唯心主义（直译：「理想的、观点的-主义」）更像是“物质派”和“观念派”，二者并不构成对立，也并不是哲学的基本问题，因为存在很多其他不讨论且不能还原到materialism和idealism的哲学问题，可见于未解决的哲学问题。

## 心身关系问题
心身关系问题（英語：mind-body problem），又称心物问题（这是因为英语中的body有物质实体一义，中文没有这样同时包含身体和物质之义的词）。它关切心灵或精神过程，和身体的状态（及过程）二者间的关系。哲学家在这一问题上努力的目的，在于发现心灵和精神状态、精神过程的特性，甚至是了解心灵如何影响身体的。
我们的感官经验依赖于外界给我们不同感官（sensory organs）的刺激，而这些刺激会引起我们精神状态上的变化，最终导致我们有感觉，这个感觉可以是愉悦的、不悦的等等。举个例子，有人想吃披萨，他的欲望就会让他以具体的方式、方向移动身体，去获取所需。问题则在于，意识的经验是怎么从一堆灰色物的电化学性质中形成的。
相关的问题包括，一个人的命题态度(如信仰和欲望）是如何导致神经元的激活和肌肉的反应的。这些问题困扰着认识论和心灵哲学家，至少从笛卡尔开始就是个谜团。

## 二元论
二元论关于心灵与身体（或物体）的关系，它的基本观点是：精神现象，在某种程度上，是非物理的（non-physical）。
已知最早的心物二元论是印度哲学中的（公元前650年），其表述可见于数论派。印度哲学把世界分成purusha（心灵）和prakriti（物质实体）。具体来说，波颠阇利的《瑜伽经》用分析方法呈现了精神的本性。
西方哲学中，柏拉图最早涉及二元论，他认为人类的智慧（intelligence，心灵或灵魂的感官）不能被认为是与物理上的身体相一致的。然而，笛卡尔的二元论（1641）最广为人知，他认为心灵非无广延的、非物理的实体（substance），是思维实体（法語：res cogitans）笛卡尔是第一个清晰地将心灵等同于意识和自我认识的，也是第一个将其与大脑区别开的。因此，笛卡尔是确切表达心物问题的第一人，这个问题从此持续至今。

### 二元论论证
最常见的论证诉诸常识中的这一直觉，即意识经验不在非生命体上发生。心灵是什么？普通人都会把它与他们的自我、人格、灵魂等同。几乎可以肯定，他们会否定这样的观点，即心灵只是大脑，或者大脑只是心灵——这种观点只承认一种本体论上的实体在运作，他们觉得实在太机械化、太难以理解。许多当代哲学家认为，上述直觉是误导性的，而我们应该用我们的批判感官（批判才能：critical faculty）和我们的从科学中得到的经验事实，来检验这些想法，判定它们是否有根据。
另一个重要的二元论的论证诉诸这一点：心灵和物理的东西尽管各不相同，但它们似乎有不同的（也许是难以调和的）性质（property）。精神活动有主观特质，物理活动则没有。因此，举例来说，一个人可以理性地问烧掉手指是什么感觉，问蓝色的天空看起来什么样，问音乐好不好听。但如果这样像下面这样问就是无意义的，或至少是奇怪的了：「您在背部吸收的谷氨酸急剧上升时，您的前额叶皮质感觉怎么样？」
心灵哲学家将主观层面的精神活动称为“感受质”（英語：qualia）或“直感”（英語：raw feel）.举例来说，有些事情和感觉到疼痛很像，比如看见忧郁的蓝色阴影等等。感受质就在这种精神活动中参与了进来，它似乎很难还原到任何物理的事物上。澳大利亚哲学家大卫·查尔莫斯解释说，我们可以知道所有关于某事物客观的信息，比如看见红色时大脑的状态和光的波长，但是我们仍然不知道这种情形更为根源的东西，也就是——看到红色到底什么感觉。
如果意识（心灵）可以独立地存在于物理实体（大脑）之外，我们必须要解释，涉及意识的物理记忆是怎么被创造的。二元论因此必须解释意识怎么影响物理现实。一个可能的解释诉诸一个奇迹，由海林克斯（Arnold Geulincx）和尼古拉·马勒伯朗士提出，即心物关系需要上帝的干涉。
还有一个可能的论证方式，是由著名神學家C·S·路易斯所提出的，它被稱為理由論證，其論據是如果像一元论者说的那样，人们所有的思想都是物理性的结果，那么人们没有理由假设人们的思想是基于理性的结果，但是，知识被理解为从原因到结果的推理，因此，如果一元论者是正确的，那么人们将不会有机会知道这个论证，也不能知道其他任何东西，甚至不能對此作出假设，除非是纯粹的偶然，故此自然主義不應該受到認可。
然而，在發生於蘇格拉底俱樂部的辯論中，信奉天主教的分析家兼托馬斯主義者G.E.M.安斯庫姆對路易斯所提出的關於理由論證的這一説法提出了批駁意見。主要有三個批駁意見，第一個批駁意見認為路易斯沒有明確區分「不理性的」（irrational）和「非理性的」（nonrational）這兩種情況，第二個批駁意見認為路易斯沒有明確區分「有效的推理」（valid reasoning）和「無效的推理」（invalid reasoning）這兩者，第三個批駁意見認為路易斯沒有明確區分「原因」（cause）和「理由」（reason）這兩者。這件事情促使劉易斯修改了其作品關於這個論證方式的章節的內容，被修改後的章節的內容對論證進行了更詳細的闡述，並且區分了“不理性的”過程和“非理性的”的過程，劉易斯去世之後，安斯庫姆評論説，劉易斯所作的改寫顯示了他“誠實的和嚴肅的”態度。更晚近的一些批駁意見認為路易斯所使用的這個論證方式頂多只能夠被用來有效地抨擊自然主義的嚴格的分支，但不能夠被用來有效地抨擊自然主義的溫和的分支。另一些批駁意見認為信念如何出現一事與信念本身的合理性無關，對於這些批駁意見的反駁意見則認為它們沒有切中要害，原因是路易斯針對的是推理這個行為本身的真實性（指推理一事有沒有把將人們的主觀思想與客觀現實聯繫起來），而非推理這個行為的合理性。除了這些批駁意見之外，關於這個論證方式的説法也受到取消唯物論者及心智計算論者的批駁。
僵尸论证是基于思想实验的论证，由Todd Moody提出，大卫·查尔莫斯在他的书《意识的心灵》（英語：The Conscious Mind）中发展。这个论证的基本观点是这样的：一个人可以想象一具身体，所以知道自己有身体，而不需要任何其他的意识状态与身体相关联。查尔莫斯的论证是，看起来这样的存在物可以存在，是因为所需要的只是物理科学描述的关于僵尸的所有事物都必须是真实的。既然这些科学中涉及的概念均未提及意识或其他精神现象，并且任何物理实体都可以通过物理定义来科学地描述，因此从想象性到可能性的转变并不是那么大。丹尼特（Dennett）等其他人则认为，哲学上僵尸这一“记号”的是不连贯的，或者不太可能地，“概念”。物理主义者争论说，一个人必须要么相信包括自己在内的任何人都可能是僵尸，要么没有人可以成为僵尸——上述论点来源于，人声称自己会（或不会）成为僵尸的信念是物理世界的产物，因此它们的信念不会有区别。丹尼特论证道，“僵尸觉得自己是意识的，认为它们有感受质，觉得它们有痛苦——都只是以我们和它们都发现不了的方式“错了”而已！”

### 交互主义二元论
交互主义二元论（英語：interactionist dualism），或简称交互主义，是笛卡尔在《第一哲學沉思集》中初次提出的一种二元论的特殊形式。在二十世纪，主要的支持者包括卡尔·波普尔和约翰·卡鲁·埃克尔斯。这种观点是，精神状态，例如相信和欲望，有原因地和物理状态交互作用。
笛卡尔这个立场可以被总结为：塞斯（英語：Seth）对他的心灵是思维实体有清楚明白的感觉，因此没有空间上的广延（即，不能被长度、高度、重量等进行描述）等等。他同时有清楚明白的感觉，他的身体是空间上广延着的，可以被量化，不能思考。从中可以推论，根据莱布尼茨，因为二者性质不同，所以二者不一致。
但是，与此同时，塞斯的精神状态与身体间有因果性的相互作用：小孩儿摸水壶（物理），导致疼痛（精神），导致他尖叫（物理），导致他害怕（精神）等等。
笛卡尔的论证关键靠塞斯相信心灵中“清楚明白”的观念必然正确，但这恰恰是许多当代哲学家质疑的。例如，Joseph Agassi认为，一些20世纪初的科学发现瓦解了一个人有属于自己的观点的特权。确实，弗洛伊德声称，受过心理学训练的观察者可以理解一个人的无意识动机，甚至比这个人自己理解的都要好。皮埃尔·迪昂展示了，科学哲学家可以比一个人自己更好地知道这个人在科学上做出发现的方法，而马林诺夫斯基展示了，人类学家可以比一个人更好地知道这个人的习俗、习惯。Joseph Agassi还认为，现代心理学实验，可以使人们看到原本看不到的东西，为拒绝笛卡尔的论证提供了根据，因为科学家可以比一个人自己更清楚地感知她自己。

### 其他形式的二元论

四种不同的二元论。箭头指示的是因果关系。偶因论没有在图上展示。

#### 心物平行论
心物平行论（也称平行论等，也作parallelism），是指：心灵和身体，尽管在本体论上状态不同，并不会因果地互相影响。相反，它们以平行的方式运作（心灵因果地与心灵活动交互，大脑因果地与大脑活动交互），只不过看起来像在交互地影响对方。这个观点由戈特弗里德·莱布尼茨提出。尽管莱布尼茨在本体论上是个一元论者，相信只存在一种实体，叫单子，存在于宇宙之中，所有事物都可还原到单子，尽管如此，他还是认为，“精神的”和“物理的”这个二分十分重要。他认为，上帝提前将事物安排好，所以心灵和身体才会这样和谐。这叫做前定和谐。

#### 偶因论
偶因论（英語：occasionalism），首次提出者包括尼古拉·马勒伯朗士，以及伊斯兰哲学家们，如安薩里。它们认为所有物理活动和精神活动之间的所谓因果关系，事实上是不存在的。尽管身体和心灵是不同实体，真正的原因是上帝在特定的时机介入。

#### 性质二元论
性质二元论（英語：property dualism），也称属性二元论，是指：世界由一种实体（物理的实体）构成，但是可以存在两种性质（物理的性质和精神的性质）。也就是说，存在非物质的、精神的性质（比如，信念、欲望、情感等等），这些东西本质上属于物体（至少是大脑）。至于精神与物理的性质怎么相关联，还存在争论。性质二元论的分类包括：
1. 出现主义（英語：emergent materialism），也称出现唯物主义，认为当物质以一定的方式组合而成（也就是活着的人类的身体那样），精神性质就会以物理定律不能完全解释的方式出现。[6]这些出现的性质有独立的本体论上的状态，不能依据出现它们的物理基底被还原，或者被解释。它们依赖于物理性质，因为正是物理性质才使得它们出现，但是在自上而下的因果性的一致性这一方面（例如，这些性质间的因果作用），哲学家意见不一。大卫·查尔莫斯提出了一种出现主义，这一概念在这些年出现了复兴[57]，但是出现主义早在19世纪就被威廉·詹姆士提出了。
2. 副现象论（英語：epiphenomenalism），也称附随现象论，副现象主义等， 最初由托马斯·亨利·赫胥黎提出。[58]副现象论是：精神现象在因果上是没有影响力的，也就是精神现象不会影响物理状态，或者精神现象只是物理现象的结果而非原因。物理活动可以引起物理活动，物理活动也可以引起精神活动，但是精神活动却不能引起任何东西，因为它只是物理世界的副产品、副现象。[54]法兰克·杰克森是近年来的一位强烈支持者。[59]
3. 非还原论（英語：non-reductive physicalism），也称非还原物理主义，指：精神性质与物理性质在本体论上的分类（class）不同：精神状态（比如感受质）不能被还原成物理状态。非还原论关于感受质的本体论立场并不蕴含着感受质是无活动能力的，这一点是非还原论和副现象论之间的区别。
4. 泛心论（英語：panpsychism），和泛神论、泛灵论不是同一个概念。它指的是，所有物质都有精神的方面，或者，所有物体都有统一经验中心或观点。简单地说，它似乎是一种性质二元论，因为它认为所有东西都有物理和精神的性质。但是，有些泛神论者认为，机械的行为最初是由分子或原子的精神引起的——正如精密的思维活动和器官行为，思维的差异归因于事物是否有复杂的结构。所以，如果把非精神的性质还原到精神性质，泛心论就不是（强的）性质二元论；否则，它就是性质二元论。

#### 两面论
两面论（英语：dual-aspect theory，dual-aspect monism），指的是精神层面和物理层面是同一实体的两个方面。（所以，这是一个混合的立场，不仅仅是二元论，也在某种程度上是一元论。）当代哲学写作中，两面论和中立一元论两个概念的定义不是很清晰，但是有人指出区分：中立元素的背景，和这些中立元素进入的关系，中立一元论以这两者来决定实体能否被当成是精神的、物理的、两者都有或两者都无。然而两面论却表明，精神和物理的层面是潜在于实体和进程中的，而事物本身却不是精神的、不是物理的，是以普通的方式被理解的。许多两面论的构想同时也要求两个层面是互补的、相互不可还原的，还可能是不可再分的（尽管是清楚的）。

#### 经验二元论
这一段的翻译有问题：1. 术语待核查；2. 有未完成的段落。
经验二元论认为物质或精神上幸福的自由程度这两者，不必然地是同义词。举例来说，艾伦·华莱士（Allan Wallace）举出这样一个例子，关于不可比较的幸福自由度：“经验上很显然，一个人可能物理上不舒服（比如，当参与一项费力的体育活动时），但在精神上却很愉悦；相反，一个人可能精神痛苦，却在享受物理的愉悦。”实验二元论提到，我们仅仅看到物理世界的主观经验，似乎与痛苦和爱上一个人这样的精神过程有着质的区别。而且，实验二元论蕴含着因果的二元论，精神状态和物理状态二者相互影响：精神状态可以导致物理状态变化，反之亦然。
但是，和笛卡尔二元论不同，经验二元论并不假定两个更基本的实体：心灵和物质。相反，经验二元论只是一个概念框架，给人精神和物理状态的经验这一信念。经验二元论是佛教裡中观学派的概念框架。

中观学派甚至更进一步，找出了物理主义一元论者的缺陷，因为它通常将物质和能量视为现实的基本内容。 但这并不意味着笛卡尔二元论是正确的，而是中观学派认为对现实基本内容的任何肯定观点都是错误的。
否认构成经验世界的所有现象独立存在的同时，中观学派的观点既不同于笛卡尔的实体二元论，也不同于现代科学所特有的实体一元论（即物理主义）。 许多当代科学家所倡导的物理主义似乎断言，现实世界是由物理的物自体组成的，而所有精神现象都被视为仅仅是表面现象，本身并没有任何现实。
确实，物理主义，或者物质是现实唯一的基本实体这一观点，是明确的被佛教否决的。

In the Madhyamaka view, mental events are no more or less real than physical events. In terms of our common-sense experience, differences of kind do exist between physical and mental phenomena. While the former commonly have mass, location, velocity, shape, size, and numerous other physical attributes, these are not generally characteristic of mental phenomena. For example, we do not commonly conceive of the feeling of affection for another person as having mass or location. These physical attributes are no more appropriate to other mental events such as sadness, a recalled image from one's childhood, the visual perception of a rose, or consciousness of any sort. Mental phenomena are, therefore, not regarded as being physical, for the simple reason that they lack many of the attributes that are uniquely characteristic of physical phenomena. Thus, Buddhism has never adopted the physicalist principle that regards only physical things as real.

## 一元论
与二元论相反，一元论并不接受任何基本性的划分。两千多年来，这种不可分性一直是许多东方哲学家的重要观点。在印度和中国哲学中，一元论是理解经验的关键。
如今，西方哲学中最普遍的一元论形式是物理主义的。物理主义一元论者认为，只有物理的实体存在，这在某种程度上被当代最先进的科学证实了。但是，其他一些构想也都是可能的（见下）。
另一种一元论，唯心主义，宣称唯一存在的实体是精神的。尽管纯粹的唯心主义，像贝克莱的，在当代西方哲学种并不常见，有怀特海、大卫·格林芬支持的更先进的变种泛心论，即精神的经验和性质可能是物理经验、物理性质的基础。现象主义是指，存在着的，只有外在对象的呈现（感觉数据）。这一观点被罗素和很多20世纪初的逻辑实证主义者简要地采用。
第三种可能性，是接受一种既非物理的又非精神的基本实体的存在，物质和精神就会同时称为这一中性实体的属性。斯宾诺莎是这一立场的支持者，19世纪的恩斯特·马赫则使这一立场流行化。中立一元论，名副其实，和性质二元论很相像。

### 物理主义一元论

#### 行为主义
20世纪的很多时间，尤其是上半叶，行为主义支配了哲学。在心理学中，行为主义补充了内省主义的不完善。行为主义认为，内部心理活动的内省性报告无需经过仔细检查以确保准确性，也不能用于形成预测性概括。所以，达不到普遍性和第三人称视角审视的可能性，心理学就不可能是科学的。因此，解决之道是完全取消内部的心理活动（因此是本体论上独立的思想）的观念，而将注意力集中在可观察到的行为的描述上。
与心理学的这些发展并行的是，哲学行为主义（精准地说，逻辑行为主义）得到了发展。它的特点是对验证的强烈态度，并认为内部心理活动无法验证，因此陈述毫无意义。 对于行为主义者来说，心理状态不是可以内省的内在状态，而是外在的状态。 内省只是对行为的描述或以某些方式表现的性格，人们的行为事实上是由第三方解释和预测的。
哲学行为主义从20世纪下半叶起逐渐衰落，一起衰落的还有认知主义

#### 同一理论物理主义
类型同一理论（英語：type physicalism，也称type-identity theory），由约翰·斯玛特和Ullin Place发展，是对行为主义失败直接的反应。这些哲学家推理，如果精神状态是物质的而不是行为的，那么精神状态可能与大脑的内在状态相同一。可以用术语记号来简化：精神状态M不过就是大脑状态B。那么，精神状态“我想要一杯咖啡”也就不过是“激活大脑特定区域的神经元”了。

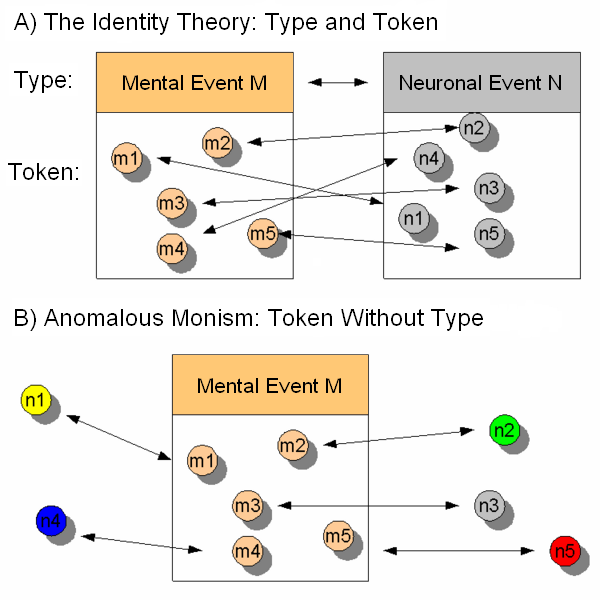
经典的同一理论与无律则一元论对立。对于同一理论，任何一个小类型的个例，它的实例化都和一个小物理类型的物理个例相关；对于无律则一元论来说，个例与个例之间的相关可以超出类别与类别之间的相关。结果是个例间的同一。

尽管乍看有理，同一理论实际上面临着很严峻的挑战，例如多重实现，它最初由普特南构想出。比方说，不仅对人类，对许多种类的动物来说，都能感觉到痛苦。但是，似乎这些不同器官有着相同的痛感是不可能的。但如果真的这样，那么痛苦与特定的大脑状态相等同也是不可能的。这个理论因此在经验上是没有根据的。
另一方面，尽管有反驳，但是并不是说所有的同一理论都得抛弃掉。根据个例同一理论（英語：token-identity theory），一个人特定的大脑状态仅和一个心理状态相联系，这一点并不总意味着，在不同类型的心理状态和大脑状态下之间有绝对的强相关。类型-个例（type-token）的区分可以用简单的例子解释：“丛”这个字由两个类型组成（人，一），但是却有三个个例（人，人，一）。个例同一理论是指：仅有特定精神状态的发生，与特定物理状态的发生或个例化一致。无律则一元论（见下）和其他非还原物理主义就属于个例同一理论。撇开这些问题，当下同一理论又有了热潮，主要归功于唯一的亚裔知名分析哲学家金在权。

#### 功能主义
首先，功能主义由普特南和杰瑞·福多构想出，这是针对同一理论的不充分的回应。普特南和福多用经验论的心灵计算主义看待精神状态。与此同时，或者说稍后，D.M.Armstrong和大卫·刘易斯构想了另一版本的功能主义，用“功能角色”来分析大众心理学的精神的概念。最后，维特根斯坦的使用即意义（meaning as use），使威尔弗里德·塞拉斯和吉尔贝特·哈尔曼更进一步，又发展出了新的功能主义。心灵功能主义是指杰瑞·福多和芝农·派利夏恩（Zenon Pylyshyn）一起，采用形而上学自然主义发展的。
这些不同的功能主义的共同点在于：功能主义认为，精神状态的特征是，它们与其他人的精神状态有因果关系，并具有感觉输入和行为输出。也就是说，功能主义通过非心理功能特性来表征心理状态，从而从心理状态的物理实现细节中抽象出来。例如，肾脏在科学上的特征是它的作用，包括过滤血液和维持某些化学平衡方面。所以，这样来看，肾脏是有机组织、塑料纳米管和硅片，这并不重要：正是肾脏所起的作用以及与其他器官的关系，使它定义为肾脏。

#### 非还原物理主义
非还原论者哲学家坚决主张，这两个有关心身关系的基本信念：1）物理主义是真实的，所有精神的状态必须是身体上物理的状态，但是2）还原论者的提议似乎不令人满意：精神状态不能还原为行为、大脑的状态或功能的状态。所以， 非还原论还是不是物理注意，是个值得注意的问题。唐纳德·戴维森的无律则一元论是构想这样的物理主义的尝试。他认为：“传统意义上，理性的荒谬，例如意志软弱（英語：akrasia）或自欺欺人，当一个人遇到它，就不应该放弃个人心理框架来支持次人格，而应该扩大或扩展这个框架，以使理性宽容原则规定的合理性可以在其他地方找到。”（when one runs across what are traditionally seen as absurdities of Reason, such as akrasia or self-deception, the personal psychology framework is not to be given up in favor of the subpersonal one, but rather must be enlarged or extended so that the rationality set out by the principle of charity can be found elsewhere.）
戴维森用优越性来描述无律则一元论：精神状态比物理状态优越，却无法被还原到物理状态。因此，“优越性”描述了一种功能上的依赖：没有身体的改变，心智就不会改变，即心理和身体之间的因果上可还原，存在上却不可还原。
有批评视其为悖论：因为非还原物理主义者的理论试图既保留身心之间的本体论区别，又试图以某种方式解决“过多的解释难题”，批评还指出与副现象论的相似之处，在于大脑被视为根本的“原因”而不是思想，而思想似乎是无生命的。
副现象论认为精神状态是大脑物理状态的副产品，对物理状态没有影响。也就是说，所谓“交互”是单向的（解决了“过多的解释难题”），但这给我们留下了不可还原的精神状态（作为大脑状态的副产品）：因果上可还原，但是本体论上无法还原。 副现象论者认为疼痛是由大脑状态引起的，但对其他的大脑状态没有影响，尽管它可能对其他精神状态有影响（即引起应激/压力等）。

#### 弱出现主义
弱出现主义是一种非还原物理主义，分层看自然，按每层的复杂度升序排列，每层都对应于其自身的特殊科学。一些哲学家认为，出现的性质与更基本的层次之间存在因果关系，而另一些哲学家则认为，高阶性质只是在没有直接因果相互作用的情况下超越了较低层次。因此，后一组对出现主义的定义不那么严格或“较弱”，可以将其严格描述如下：复杂对象O的性质P出现，仅当它形而上学上不可能让另一个对象缺少P，仅当那个对象由与O中的那些部分相同且有相同构造的部分组成。
举例来说，有时，当氢H和氧O结合形成H2O（水）时，水具有新性质。 在此示例中，“出现”了透明液体的新特性，这是通过将氢气和氧气理解为气体无法预测的。 这类似于引起精神状态的大脑的物理特性。出现主义者试图用这种方式解决这困难的身心间的鸿沟。但是，出现主义的问题是“因果关系封闭”，它不允许身心间的因果关系。可以参见金在权的描述。

#### 取消唯物主義
如果唯物主義者相信通常意義的心理學的所有方面都能还原到成熟的認知神經科學，而且非还原论并不是错误的，那么,这位唯物主义者就是可以接受这一极端的观点：取消唯物主义。
取消主义有很多变体，但所有的取消主义都支持通常意义的“大众心理学非常错误地呈现了认知的某些方面的特性。取消主义者，如Patricia Churchland和Paul Churchland论证道，尽管大众心理学把认知当作从根本上说是语句的，但是属于神经网络的非语言的矢量/矩阵模型或者联结主义将会被证明是对大脑如何运作更精确的描述
为了说明这一点，Churchland夫妇经常援引历史中其他错误但很流行的理论和本体论例如，几个世纪以来，托勒密天文学一直在解释和粗略预测行星的运动，但是最终，这种太阳系模型被取消，取而代之的是哥白尼模型。他们相信，被取消的命运同样会发生在思维的“造句者”（sentence-cruncher）模型身上，在他们身上，思想和行为是被句子状态操纵的，只是我们把它称作情感态度而已。

## 神秘主义
一些哲学家用认识论方法论证，心物问题在当下是不可解的，而且人类可能永远也解不开它。这种立场被称作新神秘主义。科林·麦金认为，人类在关于他们自己的心灵这个问题上是认知终结的。根据麦金，人类心灵缺少概念生成的过程，从而理解不了像意识这样的精神性质因果上是如何产生的。举例来说，就像让一头大象去理解量子物理学一样，这是不可能的。
也有更温和的学说，如湯瑪斯·內格爾认为，只是当下的科学没有发展到可以正确解答心物问题而已，未来科学发展了，发生了一些范式转移或范式革命，就能跨越这个解释鸿沟。内格尔还认为，未来一种“客观現象學”的出现，可能能够跨越意识经验和物理基础的鸿沟。

## 对心物问题的语言学批判
任何对心物问题回答的尝试，都遇到了大量问题。有些哲学家论证，这是因为有潜在的概念上的混淆。哲学哲学家，比如路德维希·维特根斯坦及其语言学批判传统的跟随者，因此拒绝心物问题，将其视为虚幻的。他们论证，提问精神的和生物的状态如何结合，就是个错误。相反，人类经验可以用不同方式描述，这才是应当被接受的。例如，精神的方式和用生物学的词汇的方式。如果一个人试图用此领域的词汇描述彼领域，虚幻的问题就会出现，因为不同的词汇用在了错误的语境当中。例如，如果一个人想知道大脑的状态，主观精神的词汇就不能用在描述大脑的语境中——寻求大脑中的精神状态是一种範疇錯誤 或是使用理性的一种谬误
今天，这样的立场经常被维特根斯坦的诠释者接受，例如彼得·哈克。但是，功能主义创立者普特南同样也支持，心物问题是虚幻的问题，同样应该用维特根斯坦的方式中止。

## 自然主义及其问题
物理主义的观点是，心灵是物质（或物理）世界的一部分。它的问题是，心灵有特定的性质，其他物质似乎并不具有。物理主义因此必须解释，这些性质从物质身上出现，这是如何可能的？给这一问题提供解释的观点通常被指称为“关于精神物的自然主义”（英語：Naturalism of the mental）。自然主义这一课题想要解决的重要问题包括，感受质的存在、意向性的本质等。

### 感受质
一方面，精神状态似乎以不同方式被人主观地经验。这些精神状态的特点在于，它们有所谓感质，例如，头痛。但是，两个人的痛感似乎却可能是不同的，因为没有人能够准确描述或测量到底头有多痛。因此，哲学家和科学家追问，这些经验是从哪儿来的。在他们裡和属于它们的大脑事件之存在，不能解释为什么伴随着感质的经验。脑事件为什么出现，这个谜题伴随着的，是意识的经验层面似乎不可能得到解释。
但是另一方面，似乎科学最终能解释这些经验，这蕴含着对还原论可能性的假设。 根据这个观点，如果能还原地（例如，水）解释一个现象，那么也就能解释现象的所有性质（例如，流动性、透明性）。精神状态如果真能被还原，那么就能以某种方式解释为什么精神状态有被经验到的性质了。
20世纪的德国哲学家马丁·海德格尔批判本体论假设巩固了这一还原的模型，断言不可能用这些术语理解经验。根据海德格尔，这是因为我们主观经验及其感质是不可能用笛卡尔的“实体”和“性质”弄清的。也就是说，感质的经验这个概念和带有性质的实体是不一致的（或者说，是语义上与后者的概念不可比较的）。
解释精神状态自省的第一人称性和意识，这个问题从第三人称的量化的神经科学角度来说，叫做解释鸿沟。对于这一鸿沟的本质，当代心灵哲学家有很多种不同看法。大卫·查尔莫斯和早期的法兰克·卡梅隆·杰克逊用本体论解释鸿沟的本质：他们保留感质永远不能被科学解释，是因为物理主义是假的——有两个永远不能相互还原的类别，即物质与精神。另一个看法，湯瑪斯·內格爾和柯林·麦金认为，鸿沟的本质是知识论上的。对于内格尔，科学还不能解释主观经验是因为它还没有达到所需要的知识的等级或类型。甚至，对于这个问题，我们甚至不能自洽地构想它。对于麦金，问题在于永久的生物学界限。我们没有能力解决解释鸿沟，是因为主观经验的领域在认知上对我们关闭，和量子物理对大象馆闭一样。其他哲学家只把解释鸿沟当成是语义学上的问题。这个语义学问题，当然，导致了著名的感质问题：是红导致红性吗？（英语：Does Red cause Redness?）

### 意向性

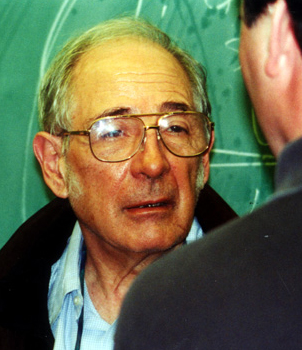
约翰·罗杰斯·希尔勒——著名心灵哲学家，生物自然主义支持者 (Berkeley 2002)

意向性是指精神状态这样的能力，即与外部世界的某些东西相关，或被导向的能力。精神状态的这个性质需要精神状态有心灵和语义学指称，从而被赋予真值。想把精神状态还原成自然过程，就会出现问题：自然过程不真也不假，他们只是发生了。如果说自然过程是真或是假，这都说不通。但是，精神的观点和判断可真可假，所以精神状态如何可能是自然过程呢？给观点进行语义学赋值，必须是因为观点是关于事实的。例如，希羅多德是个历史学家指称希罗多德和他是历史学家这两个事实。如果事实为真，这句话就是真的；否则就是假的。但这个关系从哪里来？大脑中，似乎只有电化学的过程，而这与希罗多德没有任何关系。

## 感知哲学
感知哲学是关于感知的本性和被感知对象状态的学说，特别关注感觉经验是怎样同关于世界的表象和信念相联系的。感知哲学在当代，最主要的观点包括朴素实在论、行动主义和心智表徵等。

## 心灵哲学与科学
人类是有形生物，所以，人类是自然科学探索和描述的对象。由于精神过程和身体过程紧密相关，人们所提供的自然科学在心灵哲学里起着重要作用有很多科学学说研究和心灵相关的过程：生物学，计算机科学，认知科学，控制论，语言学，医学，药理学和心理学。

### 神经生物学
生物的理论背景是唯物主义的，和其他当代科学一样。研究的对象，首先是物理过程，它被认为是精神活动和行为的基础。生物学的解释精神现象的渐渐成功，可从基本没有任何对其基本预设的经验论斥责看出。这个预设是：“大脑状态不变化，精神状态也就不变化。”
神经生物学的领域里，有许多亚学说和神经与物理的状态与过程相关联。神经生理学调查感知和兴奋间的关系。認知神經科學研究精神过程和神经过程之间的关联神经心理学描述精神感官是如何依赖大脑特定的解剖学区域的。最后，演化生物学研究人类神经系统的起源和发展，因为这是心灵的基础；同时描述神经现象从最初阶段开始的個體發生學和系统发生学发展。进化生物学更进一步， 严格限定任何关于心灵的哲学理论，因为自然选择基于基因的机械主义 ，不允许神经复杂性或神经软体在发展上有任何大的跳跃，而只能在漫长的时间段裡有递增的几步。

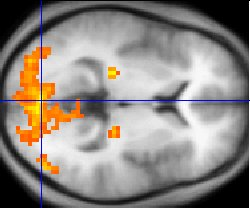
20世纪80年代，精密的神经成像过程，例如功能性磁共振成像（如图），使人们增加了关于大脑如何运作的知识，解释了一些古老的哲学问题。

神经科学里方法学的突破，特别是高科技神经成像过程的引入，推动着科学家努力发展研究项目：其中一个主要目标是描述和理解神经过程，即相当于精神的功能。（可参见：意識相關神經區）。一些研究团队受到了这些进展的启发。

### 计算机科学
计算机科学关心自动信息处理（或至少关心，符号的物理系统，这个符号是信息的赋值对象）。方法是依靠类似电子计算机的东西。从一开始，程序员就能够写出这样的程序，它能让电脑执行有心灵的生物才能做的任务，比如计算。但我们还不清楚，电脑能不能说“有心灵”，也不清楚他们未来会不会有心灵。这个问题推进了许多哲学讨论，尤其是因为人工智能领域的研究。
人工智能当中，可以区分出两个目标：这一区分由约翰·罗杰斯·希尔勒提出，关于所谓人工智能哲學。根据希尔勒，“弱人工智能”独一无二的目标，是对心灵状态成功的模仿，而没有尝试让电脑变得有意识等等；相反，“强人工智能”的目标是使得电脑有意识且模仿得像人类。强人工智能的观点可以上溯到计算机的先驱之一艾伦·图灵。它构想了图灵测试，作为对“机器能否思考”这一问题的答案。图灵相信计算机可以说是在“思考”，仅当它独自在一间房间里，隔壁房间是人类，第三方同时问二者问题，仅凭二者的答案，第三方区分不出哪间屋子里是人类。必要地，图灵对机械智能与心灵-智能的行为主义模型一样智能。图灵测试招致了很多批评，其中最著名的是中文房间的思想實驗，提出者是约翰·塞尔。
关于计算机或机器人敏感度（感质）的可能性仍然是个开放问题。一些计算机科学家相信人工智能的专长仍然可以对“心物问题”做出可能的回答，他们相信，基于所有电脑都有软件和硬件的关系，也有可能某天，正确的理论可以得到发现，让我们更好地理解人类心灵和大脑之间的相应影响。（参见湿件）。

### 心理学
心理学是直接研究精神状态的科学。它通常使用经验方法，研究具体精神状态，例如快樂、恐惧或强迫症。心理学研究这些精神状态相关的定律，以及人类机体的输入和输出。
例如感知。科学家在这个领域上发现了形式知觉的很多普遍原则。例如，有一条定律是，以相同方向运动的物体会被感知为相关的。这一定律描述了视觉输入和心灵状态之间的联系。但是，这并不说明感觉状态的任何本质。这一定律被心理学发现，与心物问题已经描述的答案都能相容。

### 认知科学
认知科学研究心灵及其过程，与很多其他科学相关，考察認知是什么，做什么，怎么运作。它包括了关于智能和行为的研究，特别关注信息怎么表达、运作、转换（与感知、语言、记忆、推理、情感等相关），论域是在神经系统（人和其他动物）与机器（例如计算机）。认知科学和很多其他科学相关，包括心理学、人工智能、哲学、神经科学、语言学、人类学、社会学和教育。它包括很多程度的分析，从低等级机械运作如学习和决策，到高等级的逻辑和计划等；从神经回路到模块化脑组织（modular brain organization）。马克·罗兰认为，认知是行为的、具体的、嵌入的（enactive, embodied, embedded），情感的，和（潜在地）扩展的。这一立场认为认知的夹在（sandwiched）感知和行为之间的“经典三明治”是虚假的；认知必须是成对的交互，不能这样划分。

## 欧陆传统的心灵哲学
本条目的大多数讨论关注当代西方文化的一个风格或传统，通常叫做分析哲學（有时也叫英美哲学）。但是，也有很多其他的思想流派，包括所谓的歐陸哲學。尽管主题和方法不同，欧陆哲学下的很多流派（现象学、存在主义等）都和心灵哲学有密切联系。虽然他们更少地关注语言和逻辑分析，但是也用其他方式理解着人类存在和人类经验。特别是关于心灵的讨论，倾向于尝试理解思想和經驗的概念，在某种程度上不仅仅有语言形式的分析参与其中。
康德 的《纯粹理性批判》，初版于1781年，再版于1787年，呈现了对后来被称作心灵哲学的重要涉及。康德的第一批判基本上被认为是西方近代哲學最重要的著作。康德同时影响了歐陸哲學和分析/英美哲学。他的著作发展出了深入彻底地研究意识的先验唯心论，或者说是作为通过意识的普遍范畴 (康德)构想的心灵。
在弗里德里希·黑格尔的《精神哲学》中他《哲学科学百科全书纲要》的第三部分, 黑格尔探讨了三种不同的精神类别：“主观精神/灵魂”，即个体心灵；“客观精神/灵魂”，即社会或共同体的心灵；“绝对精神/灵魂”，宗教、艺术、哲学的恰当位置。也可见于他的《精神现象学》。不管怎样，黑格尔的著作和英语圈的心灵哲学截然不同。
在1896年，亨利·柏格森在《物质和记忆》 一文中“论身体和灵魂的关系”（英语：Essay on the relation of body and spirit）是对身体和心灵本体论上差异的有力论证，方法是把问题还原到更确定的记忆问题，因此允许我们基于失语症的经验案例上构建可能的解。.
在当代，发展出了两大学派，回应（也可说对立于）黑格尔传统，这两大传统是现象学和存在主义。现象学，由埃德蒙德·胡塞爾建立，关注人类心灵的内容（见于诺耶玛），以及心灵过程如何塑造我们的经验。存在主义，由索倫·奧貝·克爾凱郭爾建立，关注人类尴尬的处境（Human predicament）以及人们如何处理活着这一问题。存在主义-现象学呈现了欧陆哲学的一大分支（当然，二者并不对立），扎根于胡塞尔的著作，论表达却数马丁·海德格尔、让-保罗·萨特、西蒙·德·波娃和莫里斯·梅洛-龐蒂最全最好。见海德格尔《存在與時間》，梅洛-庞蒂的《Phenomenology of Perception》，萨特的《存在与虚无》和波伏娃的《第二性》。

## 心灵哲学相关话题
心灵哲学发展了很多观点，有无数话题受到这些观点的影响。例如，死亡的本质及其确切特征，情绪、 感知、記憶的本质。还有，个体是什么，他的人格同一性又怎么延续，这类问题也和心灵哲学有关。特别是这两个话题，与心灵哲学有密切联系：自由意志和自我。

### 自由意志
心灵哲学里，自由意志问题重新受到重视。至少对于唯物主义決定論者来说，是这样的。这个立场下，自然法则彻底决定物质世界的过程。心灵状态（当然也包括意志），都属于物质状态。也就是说，人类的行为和决策都彻底由自然法规决定。有些人进一步推理：人们不能决定他们自己要什么或做什么，他们是不自由的。
但另一方面，相容论拒绝了这一论证。接受这个立场人的人认为，“我们是不是自由的？”这个问题的答案取决于“自由”的含义。“自由”的反面不是“造成结果”而是“被迫”，把自由和无法决定等同是不合适的。自由的行动是指如果一个人选择了其他的方式，这件事可以以其他方式发生，在这种情况下，哪怕决定论正确，人也可以是自由的。哲学史上最重要的相容论者是大卫·休谟。近代，这个立场也有人支持，例如丹尼爾·丹尼特。
另一方面，也有很多不相容论者，拒绝上面的论证，因为他们相信，意志在更强的意义上是自由的，见自由意志主义.这些哲学家确信，世界的进程要么是a) 不彻底地被自然法则决定，而自然规律在物理上独立的中介那里就停止了，b) 被不确定的物理规律支配，或者c) 被不确定的物理规律决定，而且符合主观上不可还原到物理的中介。自由意志主义之下，意志并不必然是被决定的，因此，它潜在地是自由的。对第二个命题(b)的批判是：如果我们的意志不能被任何东西决定，那么我们欲求我们所欲求的，仅仅靠的是概率（chance）。所以如果我们的意志没有被任何东西决定，我们也不是自由的。

### 自我
心灵哲学也对“自我”（英語：self）这一概念有重要影响。如果人们用“自我”或“我”来指称必要的、不变的，人的核心，那么像丹尼爾·丹尼特这样的心灵哲学家认为，并没有这样的东西存在。根据丹尼特及其同时代人，自我是幻象（illusion）。刚刚说的那一指称，事实上来源于灵魂的观点。这样的观点对当代哲学家和物理主义取向的人来说，是不可接受的。他们的批判普遍在于大卫·休谟假定的“自我”这一概念。休谟永远不能捕捉到他自我不在做事、思考、感觉。但是，由于发展心理学、发育生物学和神经科学经验的发展，必要的、不变的、物理的核心这个观点（分布在突触连接模式变化中的集成表示系统）似乎是合理的。

## 推荐阅读

### 中文
- 约翰·海尔《当代心灵哲学导论》（中国人民大学出版社，2006）ISBN9787300065281
- 约翰·塞尔《心灵导论》（上海人民，2008）ISBN 9787208072435
- 斯蒂芬·P·斯蒂克 特德·A·沃菲尔德《心灵哲学》（中国人民大学出版社，2014）ISBN 9787300181585
- 高新民《现代西方心灵哲学》（华中师范大学出版社，2010）ISBN 9787562241911

### 外文入門書籍
- （英文） S. Priest, Theories of the Mind, Penguin Books, 1991
- （英文） J. Searle,. Mind: A Brief Introduction. Oxford University Press Inc, USA. ISBN 978-0-19-515733-8
- （日語） 信原幸弘『考える脳・考えない脳―心と知識の哲学』（講談社現代新書，2000年，ISBN 978-4-06-149525-8）

### 外文
- The London Philosophy Study Guide （页面存档备份，存于） offers many suggestions on what to read, depending on the student's familiarity with the subject: Philosophy of Mind （页面存档备份，存于）
- AL Engleman "Expressions: A Philosophy of Mind" (CafePress, 2005)
- 理查德·罗蒂, Philosophy and the Mirror of Nature（英语：Philosophy and the Mirror of Nature） (Princeton, 1980), p. 120, 125.
- Pedro Jesús Teruel, Mente, cerebro y antropología en Kant (Madrid, 2008). ISBN 978-84-309-4688-4.
- David J. Ungs, Better than one; how we each have two minds (London, 2004). ISBN 978-1-78220-173-1
- 阿爾弗雷德·諾思·懷特黑德 Science and the Modern World (1925; reprinted London, 1985), pp. 68–70.
- Edwin Burtt（英语：Edwin Burtt） The Metaphysical Foundations of Modern Physical Science, 2nd ed. (London, 1932), pp. 318–19.
- Felix Deutsch（英语：Felix Deutsch） (ed.) On the Mysterious Leap from the Mind to the Body (New York, 1959).
- Herbert Feigl（英语：Herbert Feigl） The "Mental" and the "Physical": The Essay and a Postscript (1967) （页面存档备份，存于）, in H. Feigl et al., (eds.), Minnesota Studies in the Philosophy of Science (Minneapolis, 1958), Vol. 2, pp. 370–497, at p. 373.
- Nap Mabaquiao, Jr., Mind, Science and Computation (with foreword by Tim Crane（英语：Tim Crane）). Manila: De La Salle University Publishing House, 2012.

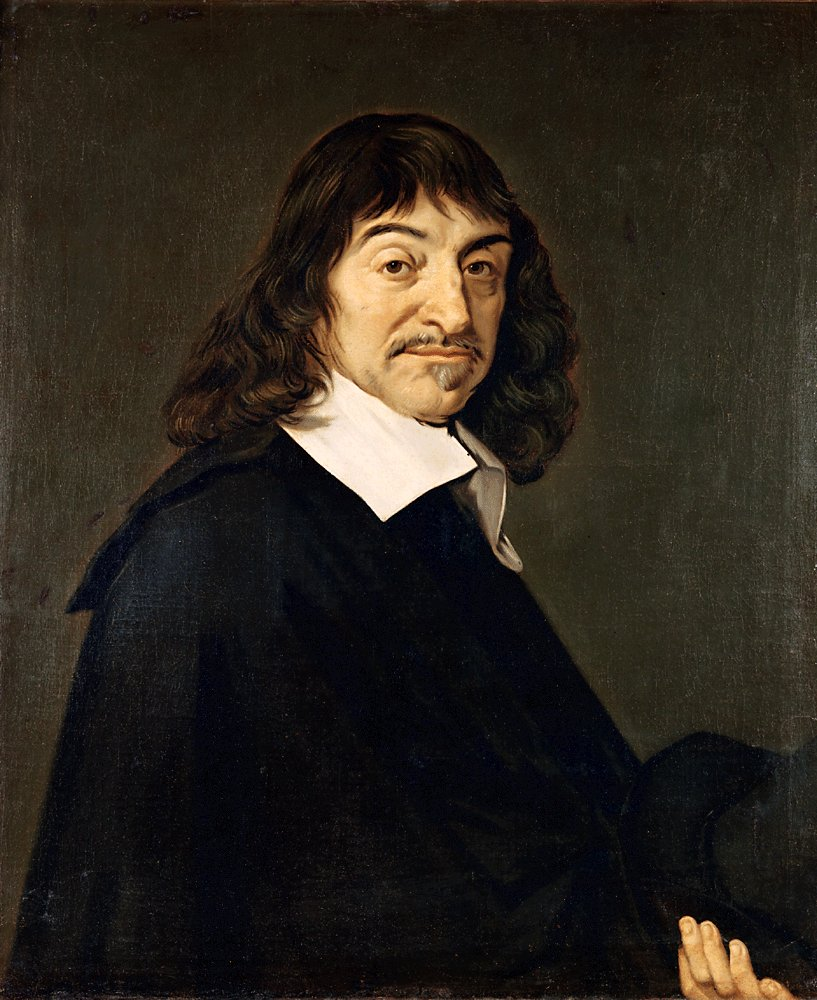
勒内·笛卡尔的画像，由弗兰斯·哈尔斯 (1648)所作。

- Celia Green（英语：Celia Green） The Lost Cause: Causation and the Mind–Body Problem. (Oxford: Oxford Forum, 2003). Applies a sceptical view on 因果关系 to the problems of interactionism.
- Gyatso, 格桑嘉措 (新噶當巴), Understanding the Mind: The Nature and Power of the Mind, Tharpa Publications（英语：Tharpa Publications） (2nd. ed., 1997) ISBN 978-0-948006-78-4
- Gerhard Medicus. Being Human – Bridging the Gap between the Sciences of Body and Mind. Berlin (2015): VWB
- Scott Robert Sehon, Teleological Realism: Mind, Agency and Explanation. Cambridge: MIT University Press, 2005.